# Françoise Hardy

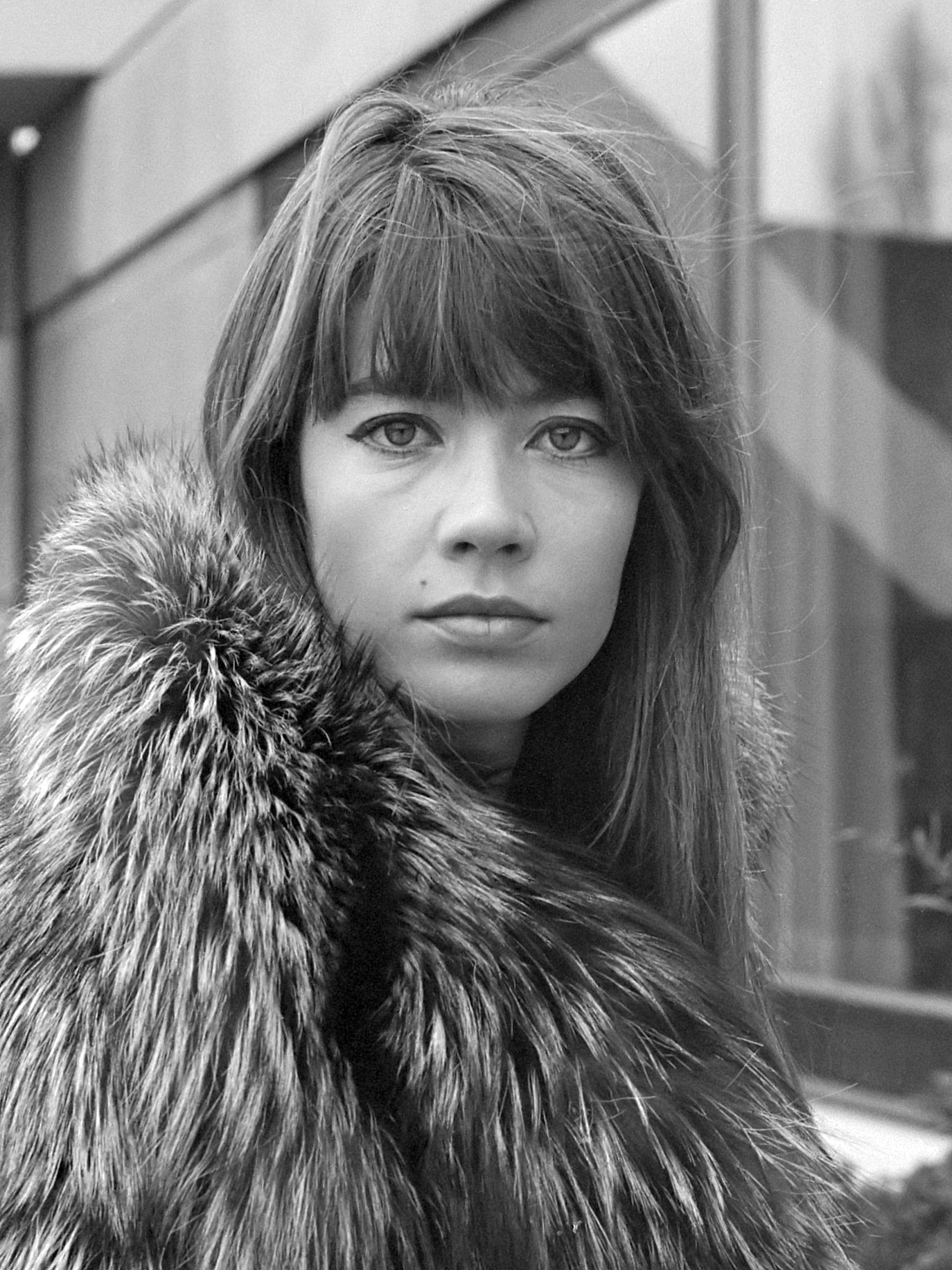
Françoise Hardy, 1969

Françoise Madeleine Hardy [fʁɑ̃.swaz aʁ.di] (* 17. Januar 1944 in Paris; † 11. Juni 2024 ebenda) war eine französische Chansonsängerin, Texterin und Komponistin.

## Leben und Laufbahn

### Herkunft und Ausbildung
Françoise Hardy wurde 1944 in Paris als uneheliche Tochter der Buchhalterin Madeleine Hardy (1920–1991) geboren. Sie hatte eine Schwester, die 1945 zur Welt kam und 2004 starb. Die Familie wohnte in bescheidenen Verhältnissen in einer Zweizimmerwohnung in der Rue d’Aumale im 9. Arrondissement von Paris.
Hardys Vater war Pierre Dillard (1899–1981), ein verheirateter Rechenmaschinenfabrikant aus Blois und Bruder eines in der NS-Zeit nach Dachau deportierten Jesuiten. Hardy besuchte auf Wunsch des Vaters, den sie und ihre Schwester erst später kennenlernten und nur wenige Male im Jahr sahen, eine von Nonnen geführte Mädchenschule. Die Sommerferien verbrachte sie acht Jahre lang bei einer österreichischen Familie nahe Innsbruck. Ihr Vater wurde, wie sie später in ihren Memoiren berichtete, im Alter von 81 Jahren in seiner Wohnung von einem jungen Prostituierten niedergeschlagen und getötet.
Nach dem Baccalauréat (Abitur) absolvierte Hardy das erste Jahr eines Germanistikstudiums an der Sorbonne. Zunächst musikalische Autodidaktin, nahm sie zu Beginn ihrer Gesangskarriere am Petit Conservatoire de la chanson der Sängerin Mireille teil.

### Musikkarriere
Als Gymnasiastin bekam Françoise Hardy ihre erste Gitarre, begann Lieder nachzusingen und eigene zu komponieren. Im November 1961 ging sie zu einem Vorsingen bei Disques Vogue und unterschrieb ihren ersten Schallplattenvertrag. Im April 1962, kurz nach dem Abitur, erschien Oh oh chéri, ein Titel, der von Johnny Hallydays Textschreiber-Duo eigens für sie geschrieben worden war, doch brachte die B-Seite, Tous les garçons et les filles, ein von ihr selbst komponiertes melancholisches Chanson über Jungen und Mädchen ihres Alters, die auf der Suche nach der Liebe sind, den großen Erfolg. In der damals beliebtesten Jugendsendung Frankreichs, Salut les copains des Hörfunksenders Europe 1, debütierte sie mit dem Lied 1962. Am 28. Oktober desselben Jahres, dem Tag der französischen Präsidentschaftswahl, sang sie in der Fernsehsendung Petit Conservatoire de la chanson unmittelbar vor Bekanntgabe des Wahlergebnisses und erreichte dadurch – zufällig – ein großes Publikum im ganzen Land. Die Platte wurde in kürzester Zeit über zwei Millionen Mal verkauft.
Es folgte eine Reihe von Hits, die zum großen Teil von ihr selbst getextet und komponiert wurden, darunter Mon amie la rose (1964), aber auch La maison où j'ai grandi (1966) von Adriano Celentano und Comment te dire adieu (1968) von Serge Gainsbourg, das 1989 von Jimmy Somerville gecovert wurde. Sie nahm zahlreiche ihrer Lieder auch auf Englisch, Italienisch, Deutsch, Spanisch und Portugiesisch auf. 1963 trat Hardy beim Grand Prix Eurovision de la Chanson mit L’amour s’en va für Monaco an und erreichte den fünften Platz. 1968 erhielt sie den Schallplattenpreis Grand Prix du Disque der Akademie Charles Cros. In Frankreich wurde sie der von zeitgenössischen amerikanischen Musikstilen inspirierten Yéyé-Generation zugerechnet, von der sie sich jedoch durch den leisen Sound ihrer Lieder und ihren selbstbewussten, doch zurückhaltenden Auftritt unterschied.
Auch in Deutschland erlangte die häufig in Jeans und Lederjacke gekleidete langhaarige Französin große Aufmerksamkeit. 1965 trat sie im deutschen Fernsehen in einer von Truck Branss produzierten eigenen Show mit dem Titel Portrait in Musik auf, die von Vogue auf Langspielplatte herausgebracht wurde. Das Chanson Frag den Abendwind berührte die romantische Seite der deutschen Teenager. Die Leser der Jugendzeitschrift Bravo wählten Hardy 1966 zur zweitbeliebtesten Sängerin (Silberner Bravo-Otto). Danach ging sie auf Tournee durch Deutschland. Drei ihrer Platten wurden, wie damals üblich, als sogenannte „Double bill“ mit Udo Jürgens veröffentlicht (eine Seite von ihm, die andere von ihr). Obwohl sich beide mehrmals trafen, kam es zu keiner weiteren Zusammenarbeit. Jürgens schrieb für sie das Lied Einmal wenn Du gehst (Souvenirs der ersten großen Liebe, 1969), das er selbst mit etwas veränderter Melodie (Lieder, die auf reisen gehen, 1978 und Gestern Heute Morgen, 1996) neu aufnahm.
Später fand Hardy die meisten Aufnahmen ihrer frühen Jahre, insbesondere deren Orchestrierung, misslungen, sodass sie eine Wiederveröffentlichung zu verhindern suchte. 2001 erschienen dennoch 50 Lieder jener Zeit als Kompilation. Um neue Impulse zu bekommen, besuchte sie London, wo sie in den technisch gut ausgestatteten Marble Arch Studios mit jungen englischen Kollegen arbeitete, darunter Jimmy Page, dem späteren Gitarristen von Led Zeppelin. Sie traf unter anderem Mick Jagger, Bob Dylan und die Beatles. Jagger bezeichnete sie als die „ideale Frau“; Dylan widmete ihr auf dem Cover seiner Langspielplatte Another Side of Bob Dylan ein Gedicht.
Hardy unternahm Konzertreisen durch Frankreich, England (mit mehrwöchigen Konzertreihen im Savoy Theatre in London 1966 und 1968), Deutschland und Österreich. Weitere Auftritte führten sie nach Italien (Festival di Sanremo u. a.), Spanien, Kanada und Brasilien. Zu der 1970 im deutschsprachigen Raum erschienenen Langspielplatte Träume erschien ein Filmclip, in dem sie Marlene Dietrich als Femme fatale in schwarzem Kostüm mit Netzstrümpfen und langer Zigarettenspitze nachahmte. Hardy erklärte, dies sei eine Hommage an die berühmte Diva, und sie wolle damit auch ihre Wertschätzung der deutschen Sprache ausdrücken, die sie gut sprach. Hardys große Popularität hielt sich in Frankreich bis weit in die 1980er Jahre, obwohl sie wegen ihres Lampenfiebers nach 1968 nur selten vor einem großen Publikum auftrat.

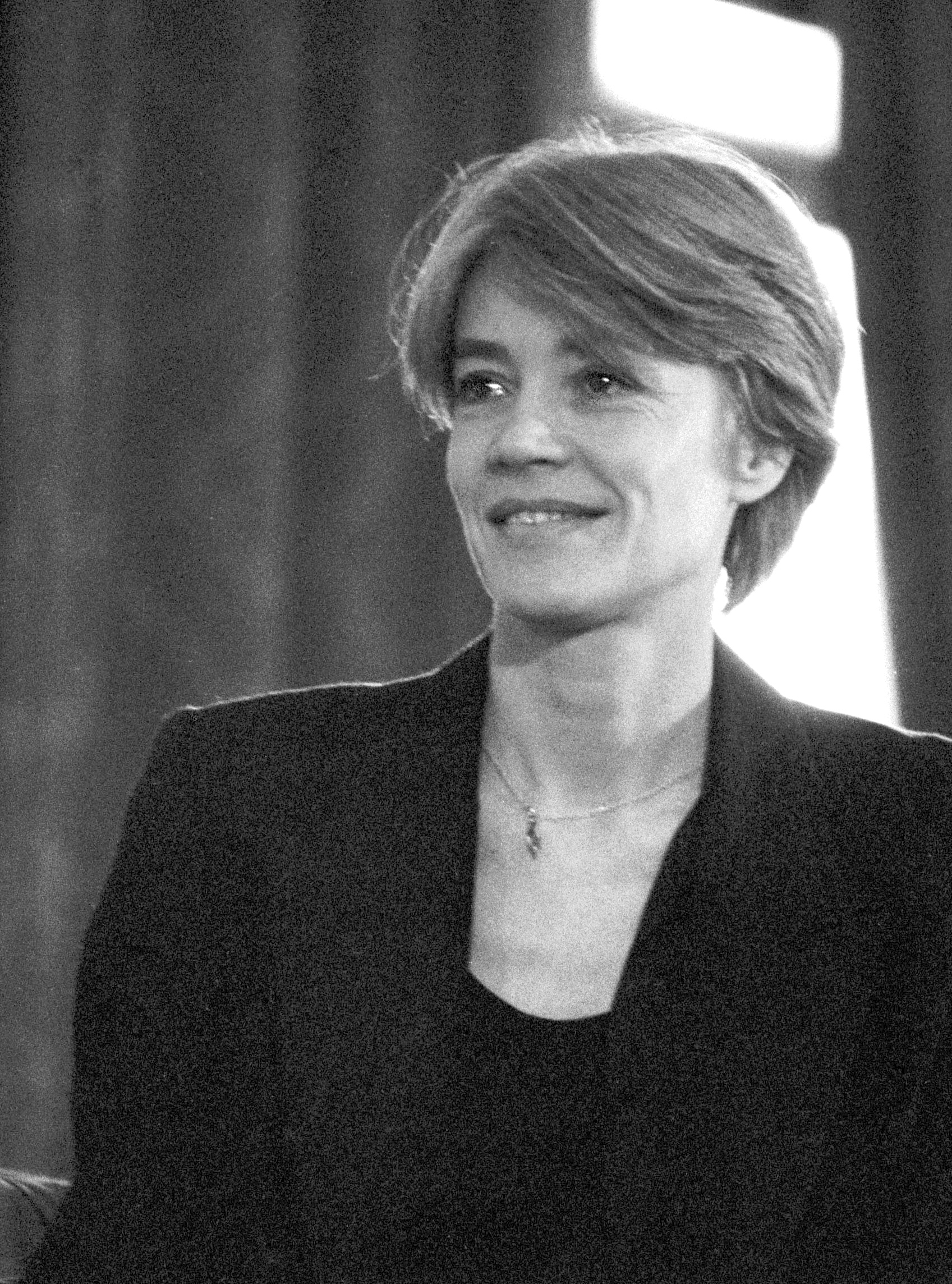
Françoise Hardy, 1992

1970 wechselte Hardy die Schallplattenfirma und versuchte eine künstlerische Neuorientierung. Die Zeit des Yéyé war vorüber, neue Talente traten in den Vordergrund, darunter der Sänger und Komponist Michel Berger, der auch für Véronique Sanson und France Gall arbeitete. Mit ihm produzierte Hardy die Langspielplatte Message personnel, mit der der Neuanfang glückte. Mehr als zuvor schrieb Hardy ihre Songs selbst, die Texte oft humorvoll mit der französischen Sprache spielend. Zu ihren Hits in den 1970er und 1980er Jahren gehörten Message personnel – dieses Chanson hielt sie später für eines ihrer besten –, Je suis moi, Star, J’écoute de la musique saoule und La sieste.
Das Image der sanften Schlagersängerin, die mit nachdenklichen Songs gegen den Twist- und Rock-’n’-Roll-Strom schwamm, legte sie ab und zählte zu den renommiertesten Singer-Songwritern ihres Landes. Ab Mitte der 1970er Jahre nahm sie ausschließlich auf Französisch auf; ihre Karriere im Ausland führte sie nicht weiter, die Auftritte dort endeten, abgesehen von wenigen Interviews anlässlich der Veröffentlichung ihrer französischsprachigen Alben. Erst ihre in den 2000er und 2010er Jahren erschienenen Alben enthalten vereinzelt englischsprachige Titel.
Von 1980 bis 1985 redigierte und moderierte Hardy eine tägliche Astrologiesendung bei Radio Monte Carlo. 2004 schrieb sie ein Buch zu dem Thema. Im Mai 2000 gelang ihr ein Comeback mit dem Album Clair-obscur, das in Frankreich bereits wenige Wochen nach der Veröffentlichung sechsstellige Verkaufszahlen erzielte. Darauf wird sie von ihrem Sohn Thomas Dutronc auf der Gitarre begleitet; es enthält je ein Duett mit Jacques Dutronc, das auch als Single erfolgreiche Puisque vous partez en voyage, mit Iggy Pop (I’ll Be Seeing You) und Étienne Daho. Im Herbst 2004 erschien ein weiteres Album, Tant de belles choses, von dem bis Dezember mehr als 100.000 Exemplare verkauft wurden und für das Hardy 2005 mit einer Victoire de la Musique für die beste Interpretin des Jahres geehrt wurde. Im November 2006 kam Parenthèses … und im Frühjahr 2010 La pluie sans parapluie heraus. Alle zwischen 2000 und 2018 erschienenen Studioalben Hardys wurden mit einer Goldenen bzw. einer Platin-Schallplatte ausgezeichnet.
Noch 2016 bezeichnete Hardy Tous les garçons et les filles de mon âge als diejenige ihrer Kompositionen, die ihr die meisten Tantiemen einbrachte, obwohl sie nur als Texterin, nicht als Komponistin registriert worden sei, weil sie damals keine Noten schreiben und keine vollständige Partitur habe einreichen können. Der französische Filmemacher François Ozon verwendete mehrmals frühe Lieder Hardys in seinen Filmen, namentlich Je suis moi neben drei weiteren ihrer Songs in Jung & Schön (2013), Message personnel, gesungen von Isabelle Huppert, in 8 Frauen (2002) und Träume, die bei Nacht entstehen in Tropfen auf heiße Steine (2000). Im Jahr 2018 drehte Ozon im Auftrag Hardys den Videoclip zu ihrem Chanson Le large aus ihrem letzten Album. Ab den 2010er Jahren fanden auch in einer Reihe von ausländischen Filmen und Serien Lieder von Hardy Verwendung. 2023 nahm die US-amerikanische Musikzeitschrift Rolling Stone sie als einzige Französin in die Liste der 200 besten Sänger aller Zeiten auf.

### Mode
Ästhetisch galt Hardy in den 1960er Jahren als Stilikone. „Natürlich half es, dass Hardy hochgewachsen und bildschön war und obendrein ein Gespür für Stil hatte, Modeschöpfer wie Paco Rabanne überhäuften sie alsbald mit Kleidung“, schrieb das Wochenmagazin Spiegel. Zu einem Empfang beim Schmuckhändler Clerc im Mai 1968 erschien Hardy in einem Kleid mit Pailletten aus Rhodium von Rabanne, das als das teuerste Kleidungsstück der Welt galt. Einen ähnlich gearbeiteten rund 35 Kilogramm schweren Overall des Modeschöpfers trug sie bei einem Konzertauftritt. Zum Film Masculin – Feminin oder: Die Kinder von Marx und Coca-Cola von Jean-Luc Godard trug Hardy Kleider des Couturiers André Courrèges.
Als Fotomodell stand sie für bekannte Bildkünstler wie David Bailey, Richard Avedon und William Klein vor der Kamera. Die japanische Designerin Rei Kawakubo benannte später ihr Modelabel Comme des Garçons nach Hardys erstem Hit.
Hardy bezeichnete im Februar 2017 in der Sendung L'invité des Fernsehsenders TV5 Monde diesen Aspekt ihrer Karriere als eine unfreiwillige Vereinnahmung ihrerselbst im jungen Alter und als letztlich uninteressant.

### Privatleben
Von 1963 bis 1967 war Françoise Hardy mit einem Fotografen der populären Jugendzeitschrift Salut les copains, Jean-Marie Périer, liiert, mit dem sie auch nach ihrer Trennung eng befreundet blieb. 1981 heiratete sie ihren langjährigen Freund und Künstlerkollegen Jacques Dutronc, mit dem sie bereits seit 1967 liiert war, aber nicht zusammen wohnte. 1973 kam der gemeinsame Sohn, Thomas Dutronc, zur Welt, der ebenfalls Musiker wurde; von 1973 an lebte die junge Familie teilweise in Monticello auf Korsika, wo sich Hardy Mitte der 1960er Jahre ein Haus hatte bauen lassen. 1988 trennte sich das Paar; die Ehe wurde jedoch nicht geschieden. Hardy bezeichnete Dutronc bis zu ihrem Lebensende als Mann ihres Lebens. Sie wohnte seit der Trennung in Paris, er wohnt in Monticello. Zu Hardys engen Freunden gehörten insbesondere ihre Musikerkollegen Étienne Daho, mit dem sie seit den 1980er Jahren mehrmals zusammenarbeitete und im Austausch über neue Musikstile stand, und Sheila, die sie seit ihrer beider Karrierebeginn in den frühen 1960er Jahren kannte.

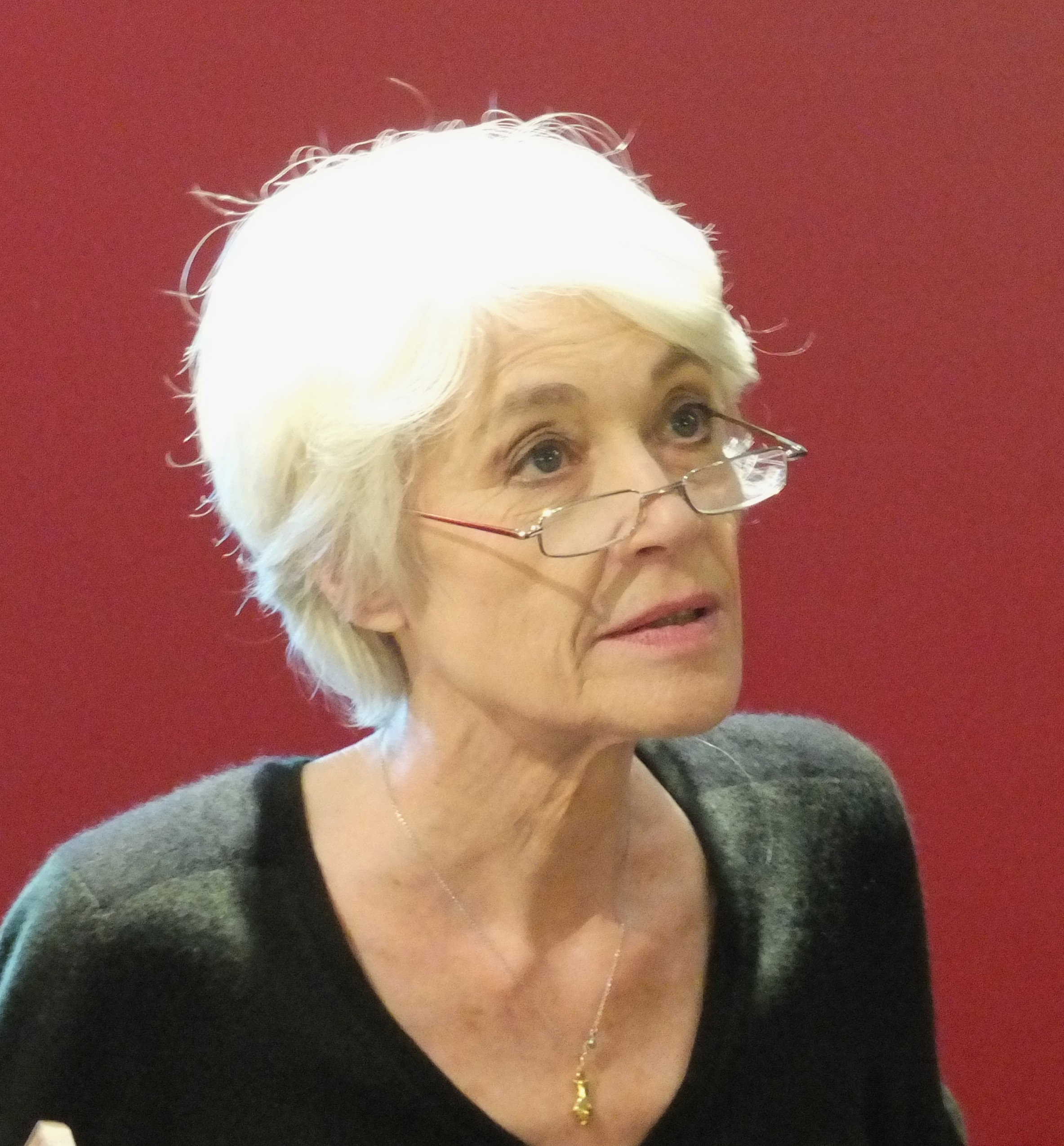
Françoise Hardy, 2012

### Erkrankung und Tod
Wegen einer 2004 erstmals aufgetretenen und um 2015 wiedergekehrten Krebserkrankung mit Beeinträchtigung des Gehörs und Rachenraums sah sich Hardy gezwungen, die Musik zeitweilig aufzugeben und verlegte sich auf das Schreiben von Büchern. Sie war öfter in Diskussionsrunden und Talkshows im französischen Fernsehen und Hörfunk präsent, insbesondere, um ihre Bücher vorzustellen, darunter ihre Autobiografie Le désespoir des singes … et autres bagatelles (2009) sowie Avis non autorisés … (2015), in dem sie anekdotisch ihre subjektive Sicht gesellschaftlicher Entwicklungen darlegt und mit der politischen Linken abrechnet, und Un cadeau du ciel (2016) über Krankheit, Nahtoderfahrung und künstliches Koma.
Ende 2023 appellierte Hardy in einem Schreiben an den französischen Staatspräsidenten Emmanuel Macron, die Tötung auf Verlangen durch ein Gesetz in Frankreich zu gestatten. Sie selbst trat zu diesem Zeitpunkt bereits nicht mehr in der Öffentlichkeit auf. Sie starb im Juni 2024 in Paris im Alter von 80 Jahren an den Folgen ihrer Erkrankung.
Der französische Premierminister Gabriel Attal würdigte Hardy anlässlich der Nachricht ihres Todes als „eine französische Ikone, eine einzigartige Stimme, die Wildheit und Stille vereinte und Generationen von Franzosen durchs Leben trug und die in wichtigen Augenblicken ihrer Existenz verwurzelt bleiben wird.“ („Icône française, voix singulière à la tranquillité farouche, Françoise Hardy aura bercé des générations de Français pour qui elle restera ancrée dans des moments de vie.“) An der Trauerfeier am 20. Juni 2024 im Krematorium des Cimetière du Père Lachaise in Paris nahmen neben Jacques und Thomas Dutronc sowie Kollegen und Weggefährten Hardys Brigitte Macron, die Ehefrau des französischen Staatspräsidenten, und die französische Kulturministerin, Rachida Dati, sowie der frühere Staatspräsident Nicolas Sarkozy mit seiner Frau Carla Bruni teil. Hardy wurde auf eigenen Wunsch in Monticello auf Korsika beigesetzt.

## Diskografie

### Studioalben
| Jahr | Titel                          | Höchstplatzierung, Gesamtwochen, AuszeichnungChartplatzierungen (Jahr, Titel, Platzierungen, Wochen, Auszeichnungen, Anmerkungen) | Höchstplatzierung, Gesamtwochen, AuszeichnungChartplatzierungen (Jahr, Titel, Platzierungen, Wochen, Auszeichnungen, Anmerkungen) | Höchstplatzierung, Gesamtwochen, AuszeichnungChartplatzierungen (Jahr, Titel, Platzierungen, Wochen, Auszeichnungen, Anmerkungen) | Höchstplatzierung, Gesamtwochen, AuszeichnungChartplatzierungen (Jahr, Titel, Platzierungen, Wochen, Auszeichnungen, Anmerkungen) | Anmerkungen                             |
| Jahr | Titel                          | FR | BEW | DE | CH | Anmerkungen                             |
| ---- | ------------------------------ | --- | --- | --- | --- | --------------------------------------- |
| 1962 | Tous les garçons et les filles | — | — | DE40 (4 Wo.)DE | — | Charteinstieg in DE erst 1964           |
| 1963 | Françoise Hardy (1963)         | — | — | DE23 (8 Wo.)DE | — |                                         |
| 1964 | Françoise Hardy (1964)         | — | — | DE23 (6 Wo.)DE | — |                                         |
| 1965 | Portrait in Musik              | — | — | DE4 (30 Wo.)DE | — | mit Udo Jürgens                         |
| 1966 | L’amitié                       | — | — | DE24 (6 Wo.)DE | — |                                         |
| 1966 | Françoise Hardy in Deutschland | — | — | DE21 (10 Wo.)DE | — |                                         |
| 1968 | Comment te dire adieu?         | — | BEW191 (1 Wo.)BEW | — | — | Charteinstieg: 2024                     |
| 1969 | Voilà                          | — | — | DE22 (4 Wo.)DE | — |                                         |
| 1969 | En anglais                     | FR173 (1 Wo.)FR | — | — | — | Charteinstieg in FR erst 2016           |
| 1973 | Message personnel              | FR105 (5 Wo.)FR | BEW129 (4 Wo.)BEW | — | — | Charteinstieg in FR und BEW erst 2013   |
| 1996 | Le danger                      | — | BEW40 (2 Wo.)BEW | — | — | Erstveröffentlichung: 22. April 1996    |
| 2000 | Clair-obscur                   | FR2 Gold · (25 Wo.)FR | BEW15 (22 Wo.)BEW | — | CH89 (1 Wo.)CH | Erstveröffentlichung: 11. Juli 2000     |
| 2004 | Tant de belles choses          | FR7 Gold · (36 Wo.)FR | BEW17 (29 Wo.)BEW | DE67 (3 Wo.)DE | CH62 (2 Wo.)CH | Erstveröffentlichung: 15. November 2004 |
| 2006 | Parenthèses...                 | FR7 Platin · (48 Wo.)FR | BEW7 (33 Wo.)BEW | — | CH56 (8 Wo.)CH | Erstveröffentlichung: 27. November 2006 |
| 2010 | La pluie sans parapluie        | FR5 Gold · (31 Wo.)FR | BEW4 (27 Wo.)BEW | — | CH30 (7 Wo.)CH | Erstveröffentlichung: 24. März 2010     |
| 2012 | L’amour fou                    | FR5 Gold · (24 Wo.)FR | BEW8 (34 Wo.)BEW | — | CH57 (3 Wo.)CH | Erstveröffentlichung: 5. November 2012  |
| 2018 | Personne d’autre               | FR4 Gold · (23 Wo.)FR | BEW2 (27 Wo.)BEW | — | CH11 (7 Wo.)CH | Erstveröffentlichung: 6. April 2018     |

grau schraffiert: keine Chartdaten aus diesem Jahr verfügbar
Weitere Studioalben
- Le premier bonheur du jour (1963)
- Mon amie la rose (1964)
- Françoise Hardy Sings in English (1966)
- La maison où j’ai grandi (1966)
- Ma jeunesse fout le camp… (1967)
- Träume (1970)
- Françoise (1970)
- Soleil (1970)
- La question (1971)
- Et si je m’en vais avant toi (1972)
- If You Listen (1972)
- Entr’acte (1974)
- Star (1977)
- Musique saoule (1978)
- Gin Tonic (1980)
- A Suivre (1981)
- Quelqu’un qui s’en va (1982)
- Décalages (1988)
- Frag den Abendwind (2001)

### Kompilationen
| Jahr | Titel                                                 | Höchstplatzierung, Gesamtwochen, AuszeichnungChartplatzierungen (Jahr, Titel, Platzierungen, Wochen, Auszeichnungen, Anmerkungen) | Höchstplatzierung, Gesamtwochen, AuszeichnungChartplatzierungen (Jahr, Titel, Platzierungen, Wochen, Auszeichnungen, Anmerkungen) | Höchstplatzierung, Gesamtwochen, AuszeichnungChartplatzierungen (Jahr, Titel, Platzierungen, Wochen, Auszeichnungen, Anmerkungen) | Höchstplatzierung, Gesamtwochen, AuszeichnungChartplatzierungen (Jahr, Titel, Platzierungen, Wochen, Auszeichnungen, Anmerkungen) | Anmerkungen                                             |
| Jahr | Titel                                                 | FR | BEW | DE | CH | Anmerkungen                                             |
| ---- | ----------------------------------------------------- | --- | --- | --- | --- | ------------------------------------------------------- |
| 1995 | Le meilleur de                                        | — | BEW46 (1 Wo.)BEW | — | — |                                                         |
| 2002 | Messages personnels                                   | — | BEW28 (4 Wo.)BEW | — | — |                                                         |
| 2005 | Le temps des souvenirs                                | — | BEW54 (14 Wo.)BEW | — | — | Erstveröffentlichung: 21. November 2005                 |
| 2009 | Best of – 3 CD                                        | — | BEW25 (13 Wo.)BEW | — | — | Charteinstieg: 2012 Höchstplatzierung 2024              |
| 2016 | The Real... Françoise Hardy - The Ultimate Collection | — | BEW186 (1 Wo.)BEW | — | — | Erstveröffentlichung: 8. April 2016 Charteinstieg: 2024 |
| 2023 | Quelques titres que je connais d’elle (Vol. 1)        | FR114 (3 Wo.)FR | BEW168 (1 Wo.)BEW | — | — | Erstveröffentlichung: 8. Dezember 2023                  |
| 2023 | Quelques titres que je connais d’elle (Vol. 2)        | FR115 (3 Wo.)FR | BEW84 (1 Wo.)BEW | — | — | Erstveröffentlichung: 8. Dezember 2023                  |
| 2024 | 5 albums originaux                                    | — | — | — | CH69 (1 Wo.)CH | Erstveröffentlichung: 28. Juni 2024                     |
| 2024 | Françoise Hardy en Vogue - Best of 1962-1967          | FR111 (4 Wo.)FR | — | — | — | Erstveröffentlichung: 29. November 2024                 |

### Singles
| Jahr | Titel Album                                    | Höchstplatzierung, Gesamtwochen, AuszeichnungChartplatzierungen (Jahr, Titel, Album, Platzierungen, Wochen, Auszeichnungen, Anmerkungen) | Höchstplatzierung, Gesamtwochen, AuszeichnungChartplatzierungen (Jahr, Titel, Album, Platzierungen, Wochen, Auszeichnungen, Anmerkungen) | Höchstplatzierung, Gesamtwochen, AuszeichnungChartplatzierungen (Jahr, Titel, Album, Platzierungen, Wochen, Auszeichnungen, Anmerkungen) | Höchstplatzierung, Gesamtwochen, AuszeichnungChartplatzierungen (Jahr, Titel, Album, Platzierungen, Wochen, Auszeichnungen, Anmerkungen) | Anmerkungen                                         |
| Jahr | Titel Album                                    | FR | BEW | DE | AT | Anmerkungen                                         |
| ---- | ---------------------------------------------- | --- | --- | --- | --- | --------------------------------------------------- |
| 1963 | Peter und Lou –                                | — | — | DE20 (20 Wo.)DE | — | deutsche Version von Tous les garçons et les filles |
| 1963 | Tous les garçons et les filles                 | — | — | DE20 (16 Wo.)DE | — |                                                     |
| 1964 | Wer du bist –                                  | — | — | DE32 (6 Wo.)DE | — |                                                     |
| 1964 | Mon amie la rose Françoise Hardy (1964)        | FR178 (1 Wo.)FR | — | — | — | Charteinstieg in FR erst 2015                       |
| 1965 | Frag’ den Abendwind –                          | — | — | DE7 (22 Wo.)DE | AT9 (16 Wo.)AT |                                                     |
| 1966 | Ich bin nun mal ein Mädchen –                  | — | — | DE24 (12 Wo.)DE | — |                                                     |
| 1966 | Dann bist du verliebt –                        | — | — | DE39 (2 Wo.)DE | — |                                                     |
| 1969 | Souvenirs der ersten großen Liebe –            | — | — | DE31 (4 Wo.)DE | — |                                                     |
| 1973 | Message personnel                              | FR183 (2 Wo.)FR | — | — | — | Charteinstieg in FR erst 2013                       |
| 1986 | V.I.P. –                                       | FR48 (1 Wo.)FR | — | — | — |                                                     |
| 1988 | Partir quand même Décalages                    | FR33 (8 Wo.)FR | — | — | — |                                                     |
| 2000 | Puisque vous partez en voyage Clair-obscur     | FR30 (21 Wo.)FR | BEW34 (3 Wo.)BEW | — | — | mit Jacques Dutronc                                 |
| 2004 | Tant de belles choses... Tant de belles choses | FR105 (2 Wo.)FR | — | — | — | Charteinstieg in FR erst 2016                       |
| 2010 | Noir sur blanc La pluie sans parapluie         | — | BEW21 (6 Wo.)BEW | — | — |                                                     |
| 2012 | Pourquoi vous? L’amour fou                     | FR120 (2 Wo.)FR | — | — | — |                                                     |
| 2021 | Le temps de l’amour –                          | FR174 Gold · (2 Wo.)FR | — | — | — | mit Bon Entendeur                                   |

grau schraffiert: keine Chartdaten aus diesem Jahr verfügbar
Weitere Singles
- J’suis d’accord (1962), deutsche Version: Ich sag ja (1965)
- Oh oh chéri (1962)
- Le premier bonheur du jour (1963)
- Ich steige dir aufs Dach (1963)
- L’amour s’en va, deutsche Version: Die Liebe geht (1963)
- Mon amie la rose (1964)
- Ce petit coeur (1965)
- Rendez-vous d’automne (1966)
- La maison où j’ai grandi (1966), Text: Eddy Marnay, Musik: Adriano Celentano, L. Beretta, M. Delprete (Il ragazzo della via Gluck)
- Je changerais d’avis (1966)
- Comment te dire adieu (1968), franz. Text von Serge Gainsbourg, deutsche Version: Was mach ich ohne dich (1970)
- Étonnez-moi, Benoît…! (1969), Text: Patrick Modiano, Musik: Hugues de Courson
- Höre auf den Nachtwind (1970)
- Fremde Schatten (1970)

## Filmografie (Auswahl)
Schauspielrollen
- 1963: Ein Schloß in Schweden (Château en Suède)[33]
- 1965: Was gibt’s Neues, Pussy? (What’s new, pussycat?)
- 1965: Une balle au cœur
- 1966: Grand Prix (Grand Prix)
- 1966: Laß die Finger von der Puppe (Europa canta)
- 1966: Masculin – Feminin oder: Die Kinder von Marx und Coca-Cola (Masculin féminin: 15 faits précis, Cameo-Auftritt)
- 1968: Françoise et Udo (mit Udo Jürgens)
- 1976: Ein Hauch von Zärtlichkeit

Auftritte im deutschsprachigen Fernsehen
- 1962: Herzlichst: Ihr Peter Kraus
- 1963: Pariser Journal
- 1964: Teenager-Party
- 1964: Münchner Abendschau
- 1964: Heute Abend im Palladium
- 1964: Hüben und Drüben
- 1964: Im Dreieck
- 1964/1965: Musik aus Studio B
- 1965: Portrait in Musik
- 1965, 1966, 1967, 1970: Meine Melodie
- 1965: Lieblingsfrau ist zollfrei
- 1965: Soeben eingetroffen
- 1965: Klingende Geschenke aus aller Welt
- 1966: Abendschau
- 1966: Musikauktion
- 1967: Berliner Abendschau
- 1967: Hör hin, schau zu!
- 1967/1968: Paris Aktuell
- 1967: Der goldene Schuß
- 1968: Zeit in Bild
- 1968: Monsieur 100.000 Volts
- 1969/1973: Aktuelle Schaubude
- 1969: Showpänggggg
- 1969: Was bin ich?
- 1969: Nachlese ‘69
- 1970: Die Drehscheibe
- 1972: Nachtclub
- 1973: Pop 73
- 1973: Festival der Stars
- 1974: Der heiße Draht
- 1977/1979: Liedercircus

### Über Françoise Hardy
- Frédéric Quinonero: Françoise Hardy. Un long chant d’amour. L’Archipel, Paris 2017, ISBN 978-2-8098-2198-7.
- Daniel Lesueur: Françoise Hardy. Catch a rising star. Camion blanc, Rosières-en-Haye 2016, ISBN 978-2-35779-766-6.
- Michel Arouimi: Françoise Hardy. Pour un public majeur. Orizons, Paris 2012, ISBN 978-2-296-08835-1.
- Françoise Hardy in: Internationales Biographisches Archiv 4/2006 vom 28. Januar 2006, im Munzinger-Archiv (Artikelanfang frei abrufbar).
- Yann Plougastel: Hardy Dutronc. Biographie. Flammarion, Paris 2004, ISBN 978-2-08-068496-7.
- Gerd Heger, Falk Staub: Françoise Hardy in: Pop-Archiv International 1/2001 vom 15. Januar 2001, im Munzinger-Archiv (Artikelanfang frei abrufbar).
- Étienne Daho, Jérôme Soligny: Françoise Hardy, superstar & ermite. J. Grancher, Paris 1986.

### Hardy als Autorin
- Françoise Hardy: Chansons sur toi et nous. Équateurs, Paris 2021, ISBN 978-2-84990-739-9.
- Françoise Hardy: Un cadeau du ciel. Équateurs, Paris 2016, ISBN 978-2-84990-477-0.
- Françoise Hardy: Avis non autorisés. Équateurs, Paris 2015, ISBN 978-2-84990-396-4.
- Françoise Hardy: Le désespoir des singes … et autres bagatelles. Laffont, Paris 2009, ISBN 978-2-221-11163-5 (englische Übersetzung: The despair of monkeys and other trifles. Feral House, Port Townsend 2018, ISBN 978-1-62731-060-4).
- Françoise Hardy: Les rythmes du zodiaque. Éd. France loisirs, Paris 2004, ISBN 978-2-7441-6963-2.

## Dokumentarfilme über Hardy
- Mireille Dumas: Françoise Hardy – une icône. Film, 51 Min., Frankreich 2021.[34]
- Matthieu Jaubert, Emilie Valentin: Françoise Hardy – Die Diskrete. Film, 54 Min., Frankreich 2016.[35]